# On dirait que...
Pour plus de détails, voir Fiche technique et Distribution.
On dirait que... est un film français réalisé par Françoise Marie et sorti en 2007.

## Fiche technique
- Titre : On dirait que...
- Réalisation : Françoise Marie
- Scénario : Françoise Marie
- Photographie : Gérard de Battista et Pierre Boffety
- Son : Jean-Luc Audy
- Montage : Laure Blancherie et Christiane Lack
- Musique : Léon Milo
- Production : Les Films de la Boissière
- Pays de  production :  France
- Distribution : Pyramide Films
- Durée : 82 minutes
- Date de sortie : France - 5 décembre 2007[1]

## Sélections
(Source : Unifrance)
- Festa del Cinema - Rome 2007
- Festival du film français de Richmond 2008
- Panorama du cinéma français en Chine 2008
- The Alliance Française French Film Festival (Australie) 2008